# TSV Schmiden
Der TSV Schmiden (Turn und Sportverein Schmiden 1902 e. V.) ist der größte Sportverein in Fellbach und mit mehr als 6.500 Mitgliedern einer der größten Sportvereine in Württemberg. Er betätigt sich in vielen Sportarten.

## Handball
Die Handballabteilung wurde 1933 gegründet. Die erste Männermannschaft spielt in der Württembergliga (5. Ebene), die erste Frauenmannschaft in der Handball-Regionalliga Baden-Württemberg (Frauen).
- Vizemeister Regionalliga Baden-Württemberg (Frauen) 2025
- Vizemeister Oberliga Baden-Württemberg (Frauen) 2024

## Bekannte Sportler des TSV Schmiden
- Magdalena Brzeska (Rhythmische Sportgymnastik)
- Leif Lampater (Rad)
- Andrea Ahmann (Volleyball)
- Markus Lösch (Fußball)
- Oliver Barth (Fußball)
- Manfred Bopp (Fußball)
- Jörg Ahmann (Volleyball)
- Davie Selke (Fußball)
- Maik Hammelmann (Handball)
- Mark Leinhos (Handball)
- Marcel Lenz (Handball)
- Leon Pabst (Handball)
- Philipp Porges (Handball)
- Evgeni Prasolov (Handball)
- Patrick Rothe (Handball)
- Sebastian Stump (Handball)
- Darja Varfolomeev (Rhythmische Sportgymnastik)

## Erfolge
- 1988 stieg die erste Frauenmannschaft in die 1. Volleyball-Bundesliga auf. Mit nur einem Sieg in der Saison 1988/89 erfolgte der sofortige Wiederabstieg. Seit 2012 spielen die Volleyballerinnen in der Dritten Liga Süd.
- Magdalena Brzeska wurde für den TSV Schmiden insgesamt 22-fache Deutsche Meisterin und nahm an den Olympischen Spielen 1996 in Atlanta/USA teil.
- Darja Varfolomeev gewann bei den Olympischen Sommerspielen 2024 die Goldmedaille in der Rhythmischen Sportgymnastik.
- 1998 gewannen die Handballmänner des TSV das Beachhandball-Masters in Cuxhaven und wurden damit inoffizieller deutscher Beachhandballmeister, ein Jahr später wurde die Mannschaft unter dem Namen Druidenzirkel Meisterschafts-Dritte. Mit Michael Amort sowie den Brüdern Andreas und Thomas Krombacher stellte der Verein drei Nationalspieler bei der ersten Teilnahme der Deutschen Beachhandball-Nationalmannschaft der Männer an einer internationalen Meisterschaft, den Europameisterschaften 2000. Andreas Krombacher gewann mit der Nationalmannschaft zudem 2004 bei den Europameisterschaften die Silbermedaille.
- Zwischen 1997 und 2000 wurde Sabine Heinrich viermal Deutsche Meisterin im Triathlon über die Langdistanz.